# Arroyo Seco (Querétaro)
Arroyo Seco ist ein Ort mit knapp 1500 Einwohnern im Norden des mexikanischen Bundesstaats Querétaro. Arroyo Seco ist Hauptort des Municipio Arroyo Seco mit über 80 Dörfern und Weilern mit insgesamt etwa 13.000 Einwohnern.

## Lage
Arroyo Seco liegt am Nordabhang der Sierra Gorda nahe der Grenze zum Bundesstaat San Luis Potosí in einer Höhe von ca. 985 m ü. d. M. Santiago de Querétaro, die Hauptstadt des Bundesstaats, befindet sich ca. 240 km südwestlich; der Ort Jalpan de Serra liegt nur ca. 50 km südöstlich. Das Klima ist gemäßigt; die durchschnittlichen Regenfälle liegen bei 716 mm pro Jahr und fallen zumeist im Sommerhalbjahr.

## Bevölkerung und Wirtschaft
Nur noch ein kleiner Teil der aus dem Norden eingewanderten und zumeist dem Volk der Chichimeken angehörigen Einwohner der Gemeinde spricht die eigene Sprache; auch Nahuatl, die Sprache der Azteken ist eher selten geworden; Umgangssprache ist meist Spanisch. Das Gemeindegebiet ist fast zur Hälfte von Wald bedeckt; ein anderer Teil wird als Weidefläche genutzt. In den Dörfern der Gemeinde werden Mais, Weizen, Bohnen und Gemüse angebaut; außerdem gibt es zahlreiche Obstbäume. Im Ort selbst sind mehrere kleine Handwerksbetriebe und Geschäfte entstanden.

## Geschichte
Im 15. Jahrhundert eroberten die Azteken unter Montezuma I. (reg. 1440–1469) die Region. Man weiß, das im Jahr 1532 der spanische Conquistador Nuño Beltrán de Guzmán die Gegend eroberte und sich im Gebiet von Concá niederließ. Durch einen Erlass der Vizekönigs Luis de Velasco y Castilla aus dem Jahre 1609 wurde die Aufgabe der Missionierung der hier ansässigen Indianer in die Hände des Franziskanerordens gelegt. Vor allem unter der Oberaufsicht von Fray Junípero Serra entstanden in den 1750er und 12760er Jahren in der Sierra Gorda mehrere bedeutende Franziskanermissionen – darunter auch eine in Concá. Während des Mexikanischen Revolution (Beginn 1910) wurde Arroyo Seco von den Truppen des Generals Saturnino Cedillo angegriffen und besetzt, wobei viele Zivilisten getötet wurden. Im Jahr 1933 erhielt die Region den Gemeindestatus.

## Sehenswürdigkeiten
- Im Jahr 1904 begann man mit dem Bau der Iglesia de Nuestra Señora de Guadalupe, deren Bauarbeiten jedoch in den Revolutionsjahren unterbrochen wurden. Der Glockenturm und das Querschiff wurden nie vollendet. Das Kirchenschiff ist steinsichtig und mit einem Kreuzgratgewölbe versehen; die Rückwand der Apsis schließt flach.

Umgebung
- Ca. 15 km südöstlich liegt die in den Jahren 1750 bis 1754 entstandene Franziskanerkirche San Miguel Arcángel von Concá mit ihrer bunt bemalten und von indianischen Steinmetzen gestalteten Fassade. Über dem Portal der Kirche prangt eine Art Wappen bestehend aus zwei erhobenen Armen, deren Hände an das in der Mitte befindliche Kreuz genagelt sind; es wird manchmal als Trinitätssymbol gedeutet, doch fehlt der hl. Geist in Gestalt einer Taube. Stattdessen schweben über der Szene zwei Engel mit einer Krone bzw. einer Franziskanerkordel in Händen. Das erste Joch der Kirche enthält eine Empore; zwei weitere kreuzgratgewölbte Langhausjoche und ein Querschiff schließen sich an. Die Vierung wird von einem durchfensterten oktogonalen Tambour mit aufruhender Kuppel überhöht; die Apsis ist polygonal gebrochen. Rechts neben der Kirche befindet sich eine zweibogige Capilla abierta.
- Ca. 25 km südwestlich beim etwa 400 Einwohner zählenden Dorf Santa María de los Cocos befindet sie die Einbruchdoline des Sótano del Barro, eine der größten der Welt.